# На Адаманте
«На Адаманте» (фр. Sur l’Adamant) — документальный фильм французского режиссёра Николя Филибера, рассказывающий о психиатрической клинике в Париже. Премьера картины состоялась на 73-м Берлинском кинофестивале 24 февраля 2023 года.

## Сюжет
Фильм рассказывает об уникальной парижской клинике — дневном центре для людей с психическими расстройствами, расположенном в плавучем здании в центре города.

## Премьера и восприятие
Премьера картины состоялась на 73-м Берлинском кинофестивале 24 февраля 2023 года. Фильм был удостоен главной награды фестиваля — Золотого медведя. 29 марта он вышел во французский прокат.